# Alfonso de la Cerda (bispo)
Alfonso de la Cerda, OP (falecido em 25 de junho de 1592) foi um prelado católico romano que serviu como bispo de La Plata o Charcas de 1587 a 1592 e bispo de Comayagua de 1578 a 1587.

## Biografia
Alfonso de la Cerda nasceu em Cáceres, Espanha, e mudou-se para a América para ganhar a vida, mas ficou desencorajado pela imoralidade de seus companheiros migrantes e entrou no convento de San Rosario em Lima, onde foi ordenado sacerdote na Ordem dos Pregadores em 1545. Foi eleito prior dos conventos de Porto Bello, Arequipa e Lima, e depois pregador-geral do Peru e, finalmente, provincial do Peru onde estabeleceu a exigência de que todos os missionários tivessem algum conhecimento das línguas indígenas. Em 1573, foi enviado a Roma para representar os interesses dos dominicanos do Peru.
 

Em 13 de janeiro de 1578, foi nomeado pelo Rei da Espanha e confirmado pelo Papa Gregório XIII como bispo de Comayagua. Foi ordenado bispo na Arquidiocese do México. Dom Alfonso de la Cerda foi transferido em 6 de novembro de 1587, pelo Rei da Espanha e confirmado pelo Papa Sisto V, como bispo de La Plata o Charcas. Em 1588, fundou um convento de sua ordem em Chuquisaca. Serviu como Bispo de La Plata o Charcas até sua morte, em Chuquisaca.